# Uromyrtus sarawakensis
Uromyrtus sarawakensis är en myrtenväxtart som beskrevs av Andrew John Scott. Uromyrtus sarawakensis ingår i släktet Uromyrtus och familjen myrtenväxter. Inga underarter finns listade i Catalogue of Life.